# Microsoft Security Essentials
Die Microsoft Security Essentials (MSE), ehemaliger Projektname Morro, ist ein kostenloses Antivirenprogramm des Unternehmens Microsoft, das Schutz gegen verschiedene Arten von Schadprogrammen wie Viren, Spyware, Rootkits und Trojaner für Windows-Systeme bieten soll.
Mit den MSE ersetzte Microsoft Windows Live OneCare, eine kostenpflichtige Antivirenlösung, sowie für Windows Vista und Windows 7 den kostenlosen Windows Defender, der den Benutzer lediglich vor Ad- und Spyware schützte.
Seit Windows 8 sind die Security Essentials und Windows Defender zum Microsoft Defender integriert und bieten einen kostenlosen Viren- und Spywareschutz. Auf Enterprise Editionen installiert, ist zusätzlich noch ein Adware-Schutz aktiv.

## Entwicklung
Microsoft kündigte Morro am 19. November 2008 an. Es markierte eine Wende in Microsofts Antiviren-Strategie. Statt eine kostenpflichtige Lösung anzubieten, wie mit OneCare, sollte es kostenlos und einfach zu bedienen sein. Um Microsoft Security Essentials installieren zu können, wird eine legale Windows-Version gefordert. Durch die vorab bekannt gewordene Version 1.0.2140.0 kam heraus, dass der interne Name von Morro in Microsoft Security Essentials verändert wurde.
Eine offizielle Beta-Version wurde am 23. Juni 2009 veröffentlicht und mit einem Downloadkontingent von 75.000 nur für ausgesuchte Länder zur Verfügung gestellt. Die erste fertige Endanwender-Ausgabe (Version 1.0) erschien am 29. September 2009 und war in 8 Sprachen sowie 19 Ländern erhältlich.
Microsoft Security Essentials 2 wurde am 16. Dezember 2010 zum öffentlichen Download bereitgestellt. Neue Funktionen sind eine heuristische Schadprogramm-Erkennung, sowie, unter Windows Vista und 7, eine Filterung des Netzwerkverkehrs.
Seit Mitte 2011 gibt Microsoft das Rettungsbetriebssystem „Standalone System Sweeper“ heraus, das von CD oder einem USB-Stick gestartet werden kann und die Microsoft Security Essentials beinhaltet.
Am 24. April 2012 gab Microsoft die Version 4.0 des Virenschutzprogramms frei. Diese verfügt über einen im Hintergrund des Rechners agierenden Echtzeitscanner sowie einen manuell steuerbaren Dateiscanner. Neben einer neu integrierten automatischen Entfernung von Schadprogrammen wurden sowohl Bedienung als auch Datenverarbeitungsleistung verbessert.

## Funktionen
MSE ist eine deutlich reduzierte Version von OneCare, die lediglich Schutz vor bösartiger Software bietet. Nach der Installation des Produkts wird der Windows Defender, der unter Windows Vista und 7 standardmäßig vorinstalliert ist, deaktiviert.
Aktualisierungen für die Antivirenlösung werden täglich über Microsoft Update veröffentlicht. Wenn die Standardeinstellungen verwendet werden, werden Dateien in Archiven entpackt und gescannt. Heruntergeladene Dateien und E-Mail-Anhänge werden ebenfalls untersucht. Bevor eine Aktion bei einer verdächtigen Datei vorgenommen wird, wird zuerst der Benutzer hierüber informiert. Wenn keine Interaktion vorgenommen wird, wird nach 10 Minuten die Aktion vorgenommen, die standardmäßig zur Verfügung steht. Systemwiederherstellungseinträge werden vor jeder Änderung vorgenommen.
Wie beim Windows Defender wird eine Mitgliedschaft im Microsoft Active Protection Service eingerichtet, wobei persönliche Daten übertragen werden können. Seit Version 2.0 kann dies abgeschaltet werden.